# 共产主义革命运动/列宁主义

共产主义革命运动/列宁主义标志

共产主义革命运动/列宁主义（土耳其语：Komünist Devrim Hareketi/Leninist）是土耳其的一个非法的共产主义政党。该党成立于1999年，分裂自共产主义革命运动。该党出版刊物《无产阶级革命之光》。该党的合法外围组织是革命党力量/列宁主义。